# Sepx
Sepx (okzitanisch Seps) ist eine französische Gemeinde mit 200 Einwohnern (Stand: 1. Januar 2022) im Département Haute-Garonne in der Region Okzitanien; sie gehört zum Saint-Gaudens und zum Gemeindeverband Cagire Garonne Salat. Die Einwohner werden Sepsois genannt.

## Geografie
Die Gemeinde Sepx liegt am Ostrand des Plateaus von Lannemezan in der historischen Provinz Comminges, zwölf Kilometer nordöstlich von Saint-Gaudens und etwa 70 Kilometer südwestlich von Toulouse. Die Fließgewässer im 12,26 km² umfassenden Gemeindegebiet entwässern nach Nordwesten zur Noue und nach Südosten zur Garonne. Der Norden und der Südosten der Gemeinde sind stärker bewaldet, ansonsten herrschen Acker- und Wiesenflächen in der hier typischen Bocage-Form vor. Zur Gemeinde gehören die Weiler Marsaux, La Cabane, Pequerin, Alias, Laborie, Cap de Labo, Grassaut, Couarasse, Toumire, Cap de Lalane, Pontet, Bel-Air, Coustaladets, Terrouillé, Thou, La Grangette, La Gillette, Borde de Lieux und Cap de Labatut. Umgeben wird Sepx von den Nachbargemeinden Aulon im Norden, Cazeneuve-Montaut im Nordosten, Proupiary im Osten, Castillon-de-Saint-Martory im Süden sowie Latoue im Westen.

## Geschichte
Der Fund einer römischen Urne bezeugt eine gallo-römische Präsenz auf dem Gemeindegebiet. Der Name des Dorfes könnte vom lateinischen saepes / saepis abstammen, was einen geschlossenen von einem Zaun geschützten Ort bedeutet. Tatsächlich soll im 8. Jahrhundert während der Sarazenen-Invasionen ein befestigtes Gehege errichtet worden sein, wie ein lokaler Autor einer auf 1887 datierten Monographie (Archiv des Départements Haute-Garonne, BR4-505) berichtete. Der Name des Ortes könnte sich von diesem Moment an gebildet haben. Im Mittelalter war Sepx abhängig von der Abtei von Bonnefont, deren südwestlicher Zipfel auf dem Territorium der Gemeinde Sepx liegt. Das Dorf kam 1490 an das Herzogtum Guyenne sowie an die Sénéchaussée von Toulouse.

### Bevölkerungsentwicklung
| Jahr      | 1962 | 1968 | 1975 | 1982 | 1990 | 1999 | 2006 | 2014 | 2022 |
| Einwohner | 206  | 217  | 186  | 186  | 157  | 153  | 148  | 221  | 200  |

Im Jahr 1851 wurde mit 635 Bewohnern die bisher höchste Einwohnerzahl ermittelt. Die Zahlen basieren auf den Daten von cassini.ehess und INSEE.

## Sehenswürdigkeiten
- Kirche Mariä Himmelfahrt (Église Notre-Dame-de-l’Assomption) mit einem Glockenturm aus dem 14. Jahrhundert, der mit fünf dreieckigen Spitzbogenfenstern durchbrochen und mit Zinnen versehen ist (Restauration und Umbau des Kirchenschiffes im 19. Jahrhundert), Monument historique[4]
- Marmorurne aus gallo-römischer Zeit mit dem Porträt eines verstorbenen Paares, in der Kirche ausgestellt
- Calvaire im Südwesten des Dorfes
- kleines Nebengebäude und Reste eines Taubenturmes des Klosters Bonnefont (der Großteil der Klosteranlage befindet sich auf dem Gebiet der Gemeinde Proupiary), Monument historique[5]
- mehrere Flurkreuze

Siehe auch: Liste der Monuments historiques in Sepx

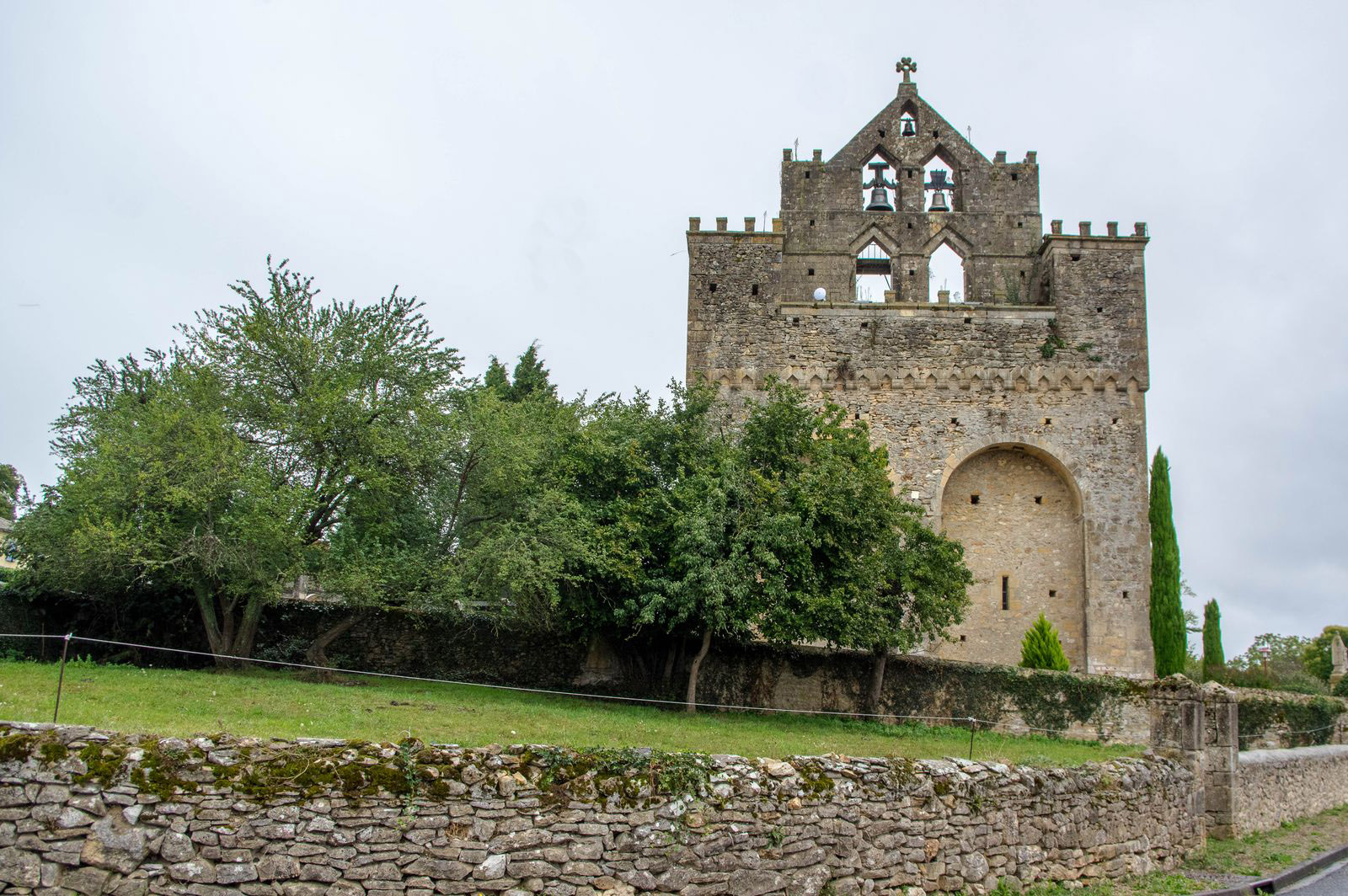
Kirche Mariä Himmelfahrt
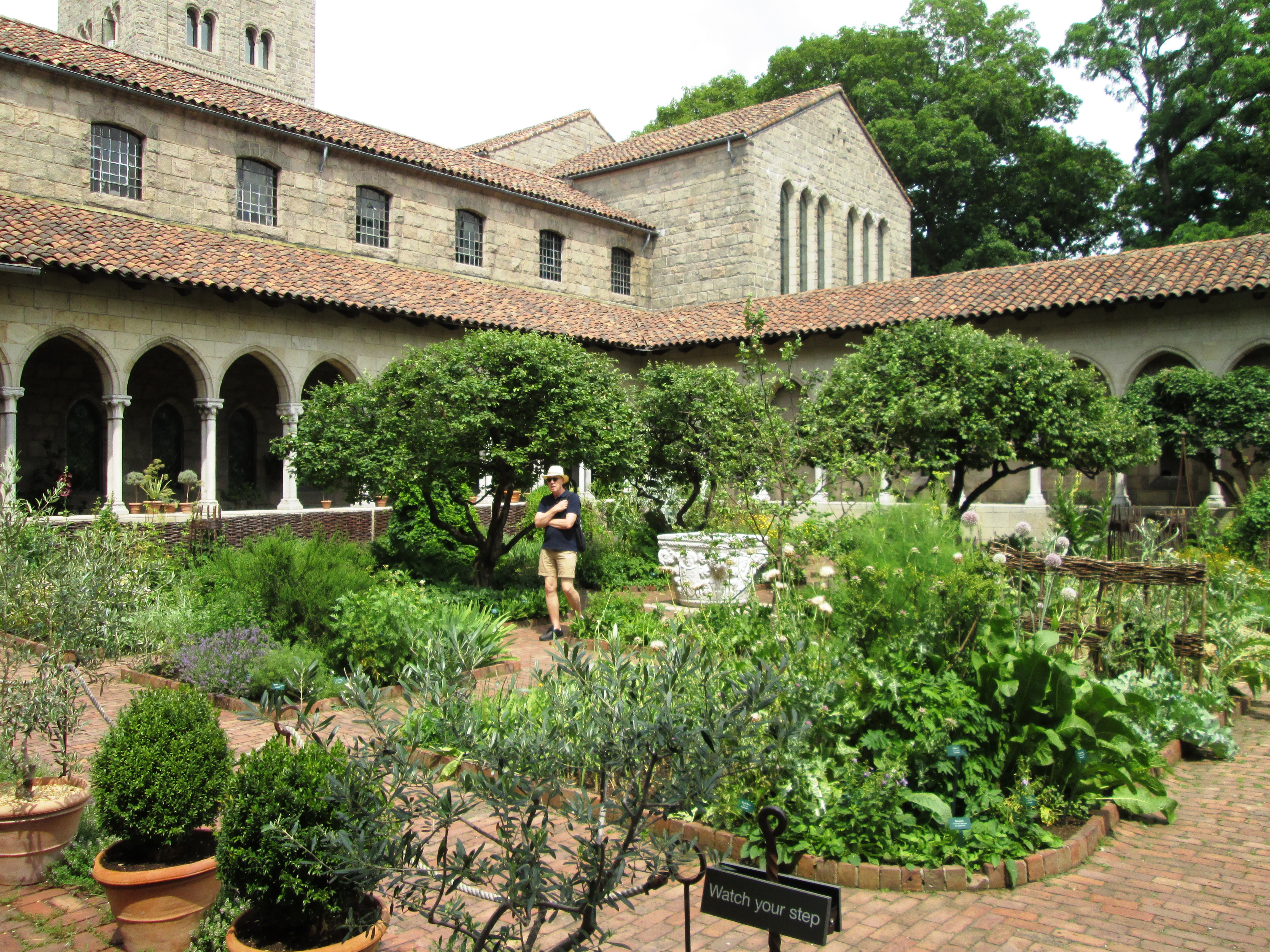
Kloster Bonnefont
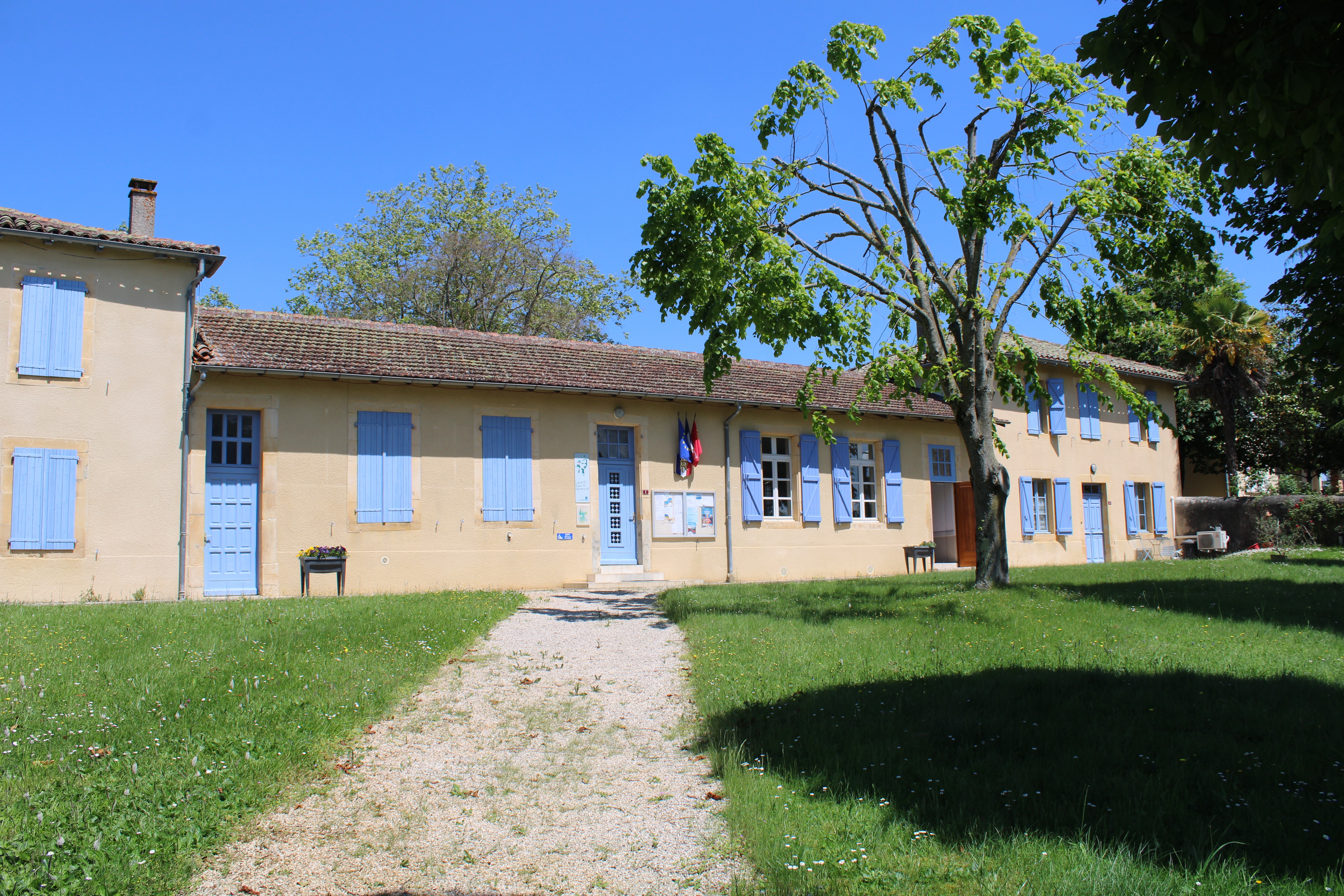
Mairie Sepx
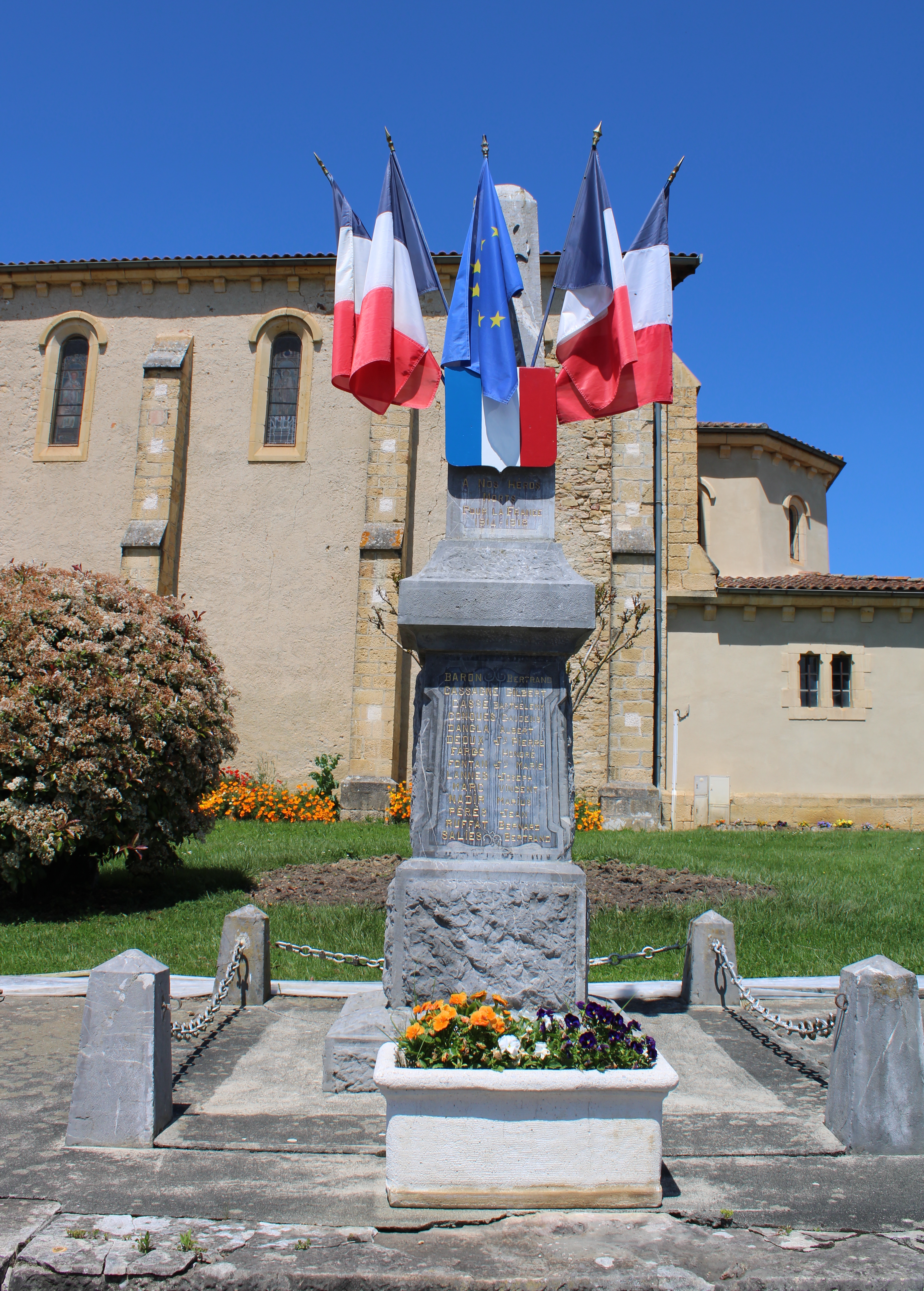
Gefallenendenkmal

## Wirtschaft und Infrastruktur
In Sepx sind 25 Landwirtschaftsbetriebe ansässig (Getreide- und Gewürzanbau, Saatgutvermehrung, Rinder-, Ziegen-, Schaf- und Pferdezucht, Milchviehhaltung).
Jeweils zehn Kilometer südwestlich und südöstlich der Gemeinde bestehen Anschlüsse an die Autoroute A64. Der Bahnhof der zwölf Kilometer entfernten Kleinstadt Saint-Gaudens liegt an der Bahnstrecke Toulouse–Bayonne.